# Blaesoxipha aldrichi
Blaesoxipha aldrichi är en tvåvingeart som beskrevs av Nandi 1992. Blaesoxipha aldrichi ingår i släktet Blaesoxipha och familjen köttflugor. Inga underarter finns listade i Catalogue of Life.